# Cécile Tlili
Cécile Tlili est une écrivaine française, née le 9 juillet 1980, dont le premier roman un simple dîner  reçoit le prix Gisèle Halimi en 2023.

## Biographie
Cécile Tlili termine sa scolarité au lycée Jean-Baptiste Say à Paris puis en classes préparatoires du Lycée Henri IV. Elle est reçue à l'École nationale supérieure des mines de Paris en 2000 et est nommée ingénieur du corps des mines en 2005. Après un stage à Hong-kong, elle commence sa carrière à la DRIRE Languedoc Roussillon en 2006 et rejoint, 3 ans plus tard, l'inspection générale des finances. En 2011, elle rejoint Engie au cabinet de la directrice générale, Isabelle Kocher, puis prend des postes opérationnels dans les réseaux de chaud urbains et le retail.
Elle quitte le groupe Engie en 2020 pour fonder, avec Constance Baudeau et Mélody Mitterrand, l’école Walt pour les enfants diagnostiqués neuro-atypiques.
Elle est mariée à Benjamin Fremaux, PDG d'Idex. Ils ont deux enfants.
En 2023 , elle publie son premier roman, Un simple dîner, qui est sélectionné pour de nombreux prix. Ce huis clos captivant met en scène Étienne et Claudia, la réservée, recevant à diner Rémi et Johar, la femme d'affaires. Une comédie des apparences où le joug des conventions et des non-dits qui pèsent sur leurs relations sera dévoilé par de petites choses (une odeur, un mot) qui feront basculer la soirée. Ce roman questionne la place des femmes dans la société, les injonctions qui leur sont faites, et leur quête d'émancipation et de liberté par l'entraide malgré les masques imposés par les origines, la famille, la carrière. La critique salue "un huis clos aux effets bien orchestrés", et "une plume retenue, sans esbroufe, qui dit peu pour dire l’essentiel".
Son deuxième roman, Celle qui fugue, sort pour la rentrée littéraire 2025

## Œuvres
- Un simple dîner, Paris, Calmann-Lévy, 2023, 192 p. (EAN 9782702188408)
- Celle qui fugue, Paris, Calmann-Lévy, 2025, 180 p. (EAN 9782702192825)

## Prix et nominations
- Prix Gisèle Halimi 2023 pour Un simple dîner[13]
- Coup de Cœur des Lycéens de la Fondation Prince Pierre de Monaco pour Un simple dîner[14]

- Nomination au prix Emmanuel-Roblès 2024 pour Un simple dîner[15]
- Nomination au prix du premier roman 2023 pour Un simple dîner[16]